# Vigilia d'amore (film 1939)
Vigilia d'amore (When Tomorrow Comes) è un film del 1939, diretto da John M. Stahl. Il film ottenne il premio Oscar al miglior sonoro.
Il soggetto si basa su A Modern Cinderella, una storia mai pubblicata di James Cain che sarebbe stata in seguito portata sullo schermo in altre due versioni: nel 1957, Douglas Sirk diresse Interludio con June Allyson e Rossano Brazzi e, nel 1968, Kevin Billington diresse un altro Interludio, prodotto nel Regno Unito e interpretato da Oskar Werner e Barbara Ferris.

## Trama
Prima di ritornare in patria dopo una tournée negli Stati Uniti, il grande pianista francese Philip Chagal conosce Helen, la cameriera di un locale dove si era fermato a fare colazione. Per un equivoco, il concertista viene scambiato dai dipendenti del locale - riuniti per una riunione sindacale - per una spia dei datori di lavoro. Affascinato dall'ardore della ragazza che tiene un discorso infuocato, Philip esce poi con lei a fare una passeggiata. Chiacchierando, le confida di non lavorare ormai da alcune settimane ed Helen ne deduce, erroneamente, che lui sia rimasto disoccupato. Benché Philip le confessi che è in procinto di partire per la Francia, Helen accetta di passare una giornata con lui. Dopo una gita in barca, i due si trovano soli nella casa di campagna di Philip, dove lei scopre che l'uomo è in realtà un famoso pianista. Fuori sta montando un temporale e Philip si fa sempre più appassionato. Helen lo respinge e gli chiede di portarla a casa. Il temporale, però diventa presto un uragano che li costringe a cercar rifugio in una chiesa dove, convinti di essere ormai senza scampo, si confessano il loro amore. Philip vorrebbe aggiungere qualcosa, ma lei non lo ascolta. La mattina seguente, i due vengono salvati e la ragazza scopre che Philip è sposato, anche se il suo, ormai, è diventato un matrimonio di convenienza. La moglie, Madeleine, è diventata squilibrata dopo la perdita, anni prima, del loro bambino.
Helen incontra per caso Madeleine che intuisce il legame che lega la ragazza a Philip. La donna le dichiara, allora, che non lascerà mai andare via il marito. Le condizioni di Madeleine suscitano un sentimento compassionevole in Helen: quando Philip le propone di partire con lui per la Francia, lei, benché con il cuore spezzato, rifiuta e gli dice addio per sempre.

## Produzione
La lavorazione del film - prodotto dalla Universal Pictures - durò dal 4 maggio al 18 luglio 1939.

## Distribuzione
Il copyright del film, richiesto dalla Universal Pictures Co., fu registrato il 16 agosto 1939 con il numero LP9044.
Distribuito dalla Universal Pictures, il film uscì nelle sale cinematografiche USA l'11 agosto 1939 per poi uscire il 2 e il 27 novembre anche in Svezia e in Danimarca. Nel 1940, fu distribuito in Francia (25 gennaio), Ungheria (23 marzo), Portogallo (16 ottobre). Il film fu ridistribuito: negli Stati Uniti il 1º agosto 1948 e in Danimarca il 6 dicembre 1950.

## Riconoscimenti
- 1940 – Premio Oscar
  - Miglior sonoro